# Bunkry w Albanii

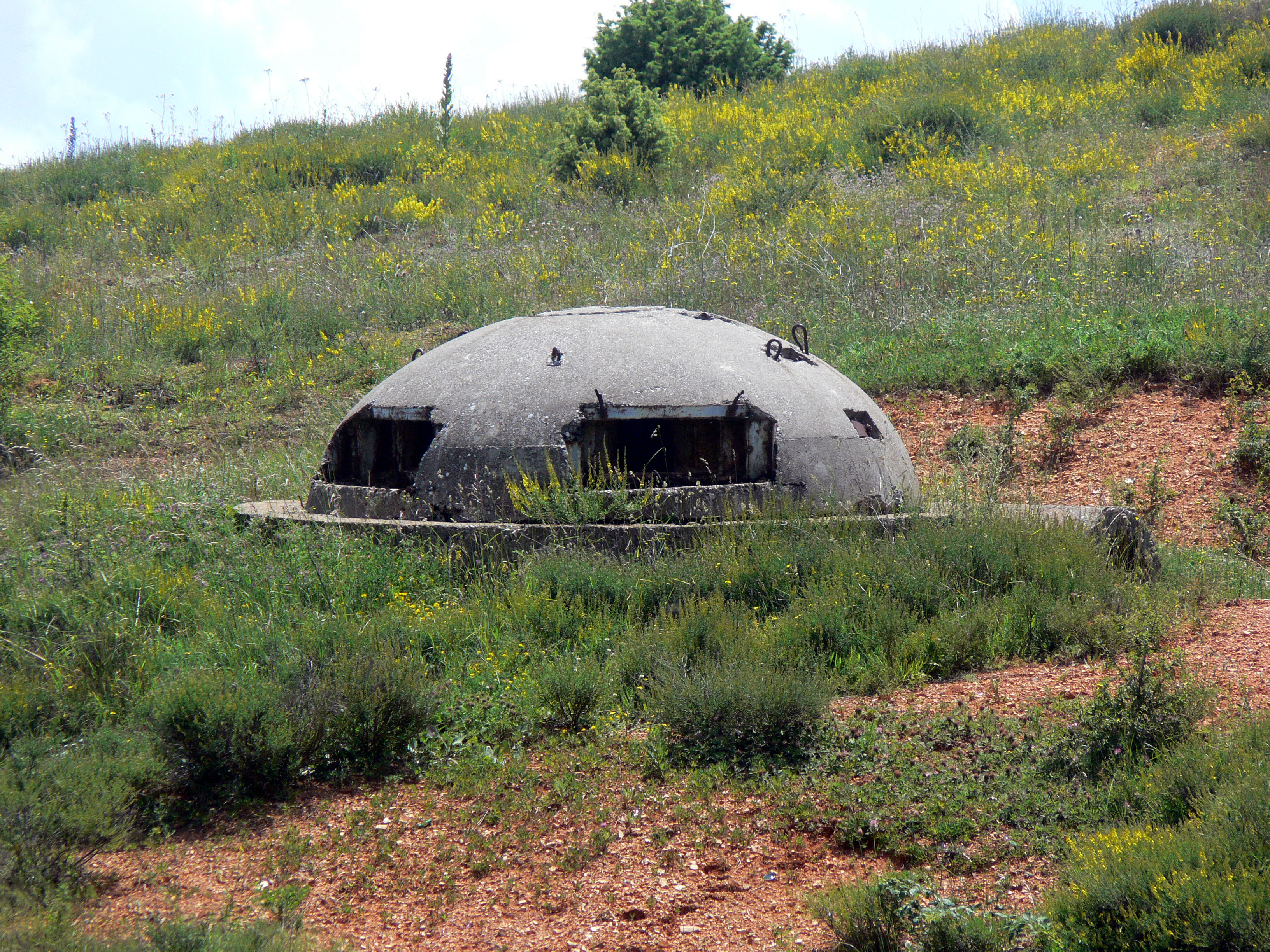
Schron na granicy z Macedonią Północną

Schrony w Albanii − kilkaset tysięcy schronów, błędnie i potocznie nazywanych bunkrami, zbudowanych w Albanii głównie w latach 1972−1984. Decyzje o ufortyfikowaniu państwa podjęto na XII Plenum KC Albańskiej Partii Pracy w marcu 1971, a jej promotorem był ówczesny premier Mehmet Shehu. Od strony technicznej projekt przygotowała grupa oficerów wojsk inżynieryjnych, na czele z Josifem Zengalim, Mero Backą i Alfredem Moisiu.

## Wykorzystanie schronów po komunizmie
W Durrës w schronie mieści się restauracja „Bunkeri”, natomiast w Gjirokastrze w schronie urządzono kawiarnię. W sklepach z pamiątkami sprzedawane są miniaturki schronów, np. Jako popielniczki. Trwa akcja „Concrete Mushrooms” zachęcająca do wykorzystania schronów.

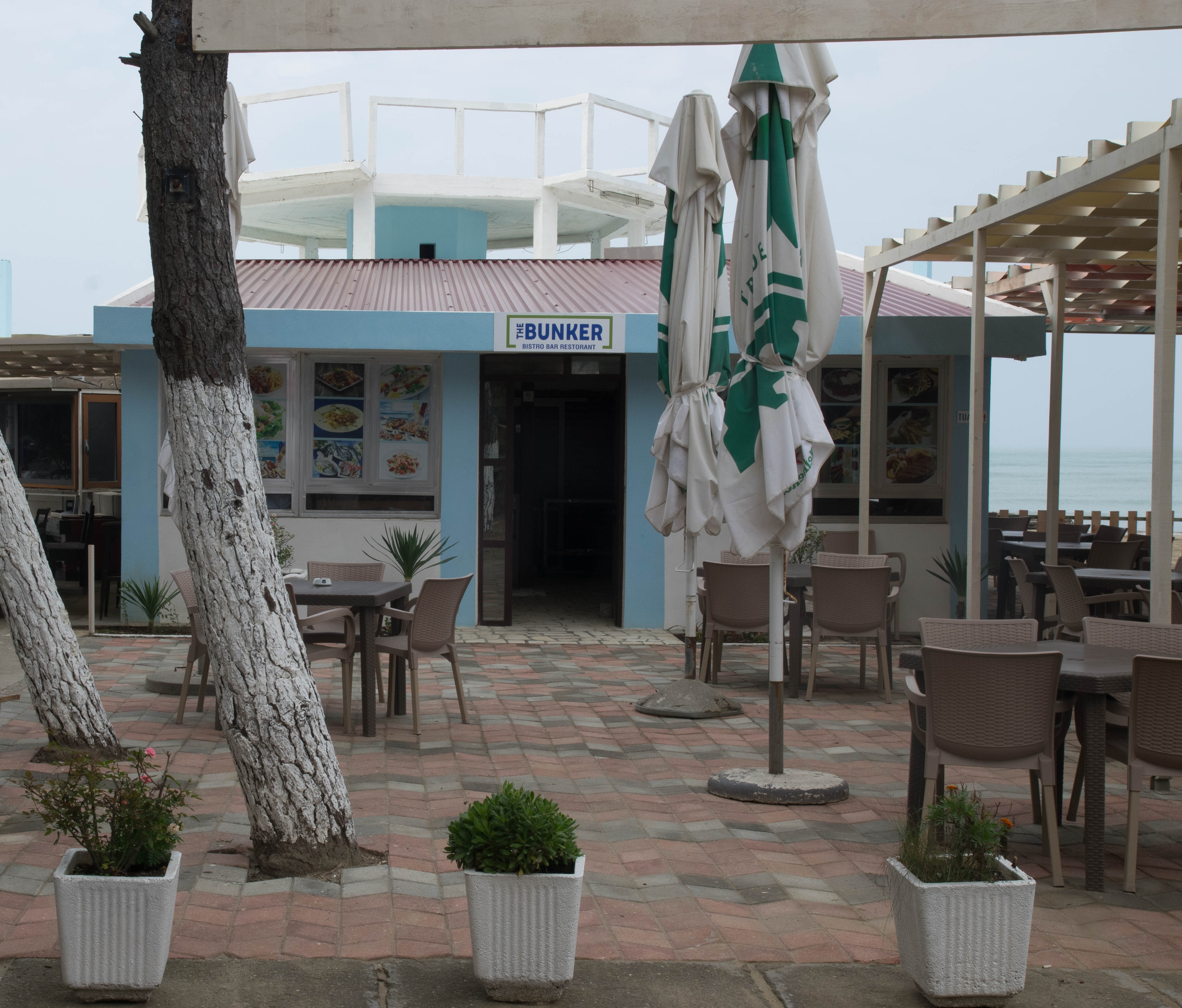
Restauracja w bunkrze w Golem

## Budowa bunkrów w sztuce
- Pułkownik Bunkier